# Granvia Sud

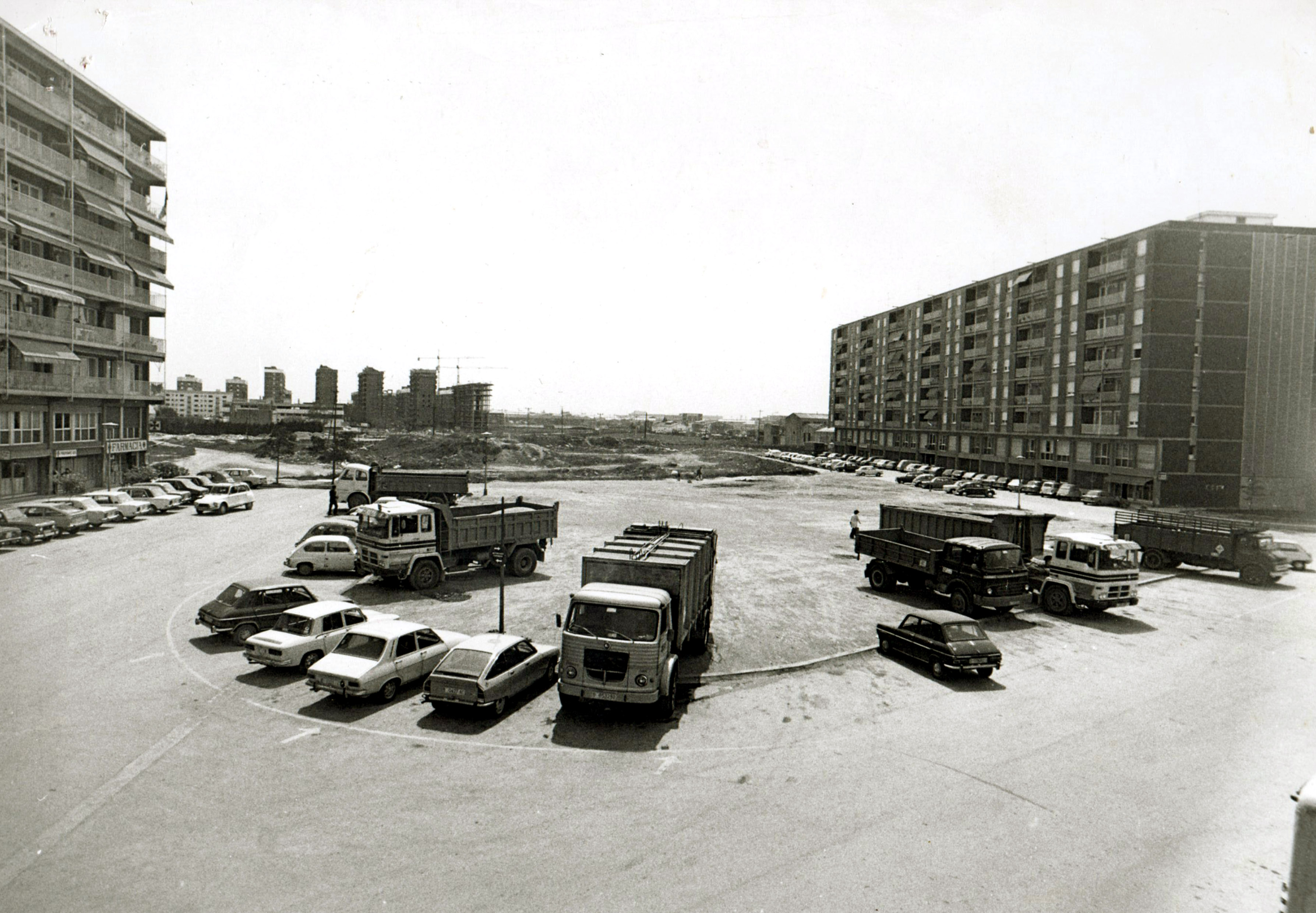
La Plaça dels Veïns, l'any 1975.

Granvia Sud és un Barri de l'Hospitalet de Llobregat. Fou habitat a partir de 1967, quan es van construir els dos primers blocs del barri (coneguts pels veïns i veïnes com A i C). S'hi van construir tres blocs més els anys 1968, 1970 i 1971 (els B, F i D), respectivament. Els primers cinc blocs foren promoguts per Pere Balañá i Espinós, propietari dels terrenys, i el constructor Federico Vallet Nubiola. El projecte del barri, aprovat l'any 1961, preveia dotze blocs d'habitatges i vuit blocs d'equipaments i oficines. Entre 1998 i 2008 es van construir tres blocs més.
El barri tradicionalment conegut com a Granvia Sud era l'espai delimitat pels actuals carrers Arquitectura, Escultura, Avinguda de la Granvia de l'Hospitalet i Literatura. No va tenir reconeixement oficial com a barri i era dins del Districte III i del barri de Santa Eulàlia. El gener de 2013 fou modificat el Districte III, al que es van incorporar bona part de les terres de la Marina que pertanyien al Districte VI. El desembre de 2013, el Districte III es va dividir en dues parts, el tradicional barri de Santa Eulàlia i la Plaça Europa per una banda, i es va crear un altre barri, anomenat Granvia Sud, que incorpora el petit barri creat el 1967 i la zona de la Marina al voltant de les instal·lacions de la Fira de Barcelona. El nou barri té 2,03 km² i és el segon més gran de la ciutat. El 31 de desembre de 2016 el padró recollia 3.209 habitants.
El barri tradicional, l'any 1981 va arribar a tenir 2.888 habitants. L'any 1997 va baixar fins 2.108. L'any 2011 va pujar a 2.927 habitants. L'any 2015 tenia 2.863 habitants. I en 2019 va pujar a tenir 3.289 habitants.
A més del nucli més antic del barri, l'any 2009 foren construïdes unes rengleres de cases unifamiliars i un bloc als carrers Mileva Maric, Hanna Arendt i Ciències, amb l'objectiu de reallotjar les famílies que havien estat traslladades en dues ocasions amb motiu de la construcció i ampliació dels pavellons de la Fira.